# Município de Pleasant (condado de Putnam, Ohio)
O município de Pleasant (em inglês: Pleasant Township) é um município localizado no condado de Putnam no estado estadounidense de Ohio. No ano de 2010 tinha uma população de 3.804 habitantes e uma densidade populacional de 40,36 pessoas por km².

## Geografia
O município de Pleasant encontra-se localizado nas coordenadas 40° 57′ 16″ N, 84° 03′ 14″ O. Segundo o Departamento do Censo dos Estados Unidos, o município tem uma superfície total de 94.25 km², da qual 94,19 km² correspondem a terra firme e (0,06 %) 0,06 km² é água.

## Demografia
Segundo o censo de 2010, tinha 3.804 habitantes residindo no município de Pleasant. A densidade populacional era de 40,36 hab./km². Dos 3.804 habitantes, o município de Pleasant estava composto pelo 95,9 % brancos, o 0,47 % eram afroamericanos, o 0,45 % eram amerindios, o 0,39 % eram asiáticos, o 1,26 % eram de outras raças e o 1,52 % eram de uma mistura de raças. Do total da população o 3,34 % eram hispanos ou latinos de qualquer raça.